# Ramat Hasharon
Ramat HaSharon (hebreo: רמת השרון) es una ciudad del distrito de Tel Aviv, en Israel. Se encuentra a 8 km al noreste de la costera ciudad de Tel Aviv, y a 5 km al este de la costa del mar Mediterráneo. Según la Oficina Central de Estadísticas de Israel (CBS), a finales de 2006 la ciudad tenía una población de 53.000 habitantes. La actriz Daniella Kertesz (1989) residió en esta ciudad.